# Davide Piganzoli
Davide Piganzoli (Morbegno, 8 juli 2002) is een Italiaans wielrenner die in 2023 prof werd bij EOLO-Kometa.

## Carrière
In 2021 nam Piganzoli, als eerstejaars belofte, deel aan de Ronde van Italië voor beloften. Na tien etappes eindigde op de tiende plaats in het algemeen klassement, op bijna negen minuten van winnaar Juan Ayuso. Later die maand werd hij, achter Filippo Baroncini en Marco Frigo, derde op het nationale kampioenschap tijdrijden bij de beloften. In 2022 werd hij vijfde in het eindklassement van de Ronde van de Toekomst en werd hij nationaal kampioen tijdrijden bij de beloften. Op het wereldkampioenschap werd hij zestiende in diezelfde discipline.
In 2023 werd Piganzoli prof bij EOLO-Kometa, dat hem na twee seizoenen door liet stromen vanuit hun opleidingsploeg. In maart van dat jaar werd hij zesde in het eindklassement van de Istrian Spring Trophy. Twee maanden later bleef enkel Gal Glivar hem voor in het eindklassement van de Orlen Nations Grand Prix. In augustus stond Piganzoli voor het tweede jaar op rij aan de start van de Ronde van de Toekomst. In de zesde etappe, met aankomst op de Col de la Loze, waren enkel Isaac del Toro en Matthew Riccitello eerder aan de finish. Een dag later, in de klimtijdrit naar Les Karellis, was enkel Riccitello sneller. In het eindklassement werd Piganzoli derde, achter Del Toro en Giulio Pellizzari. In september en oktober reed hij nog enkele Italiaanse najaarsklassiekers, waaronder de Ronde van Lombardije.
Het seizoen 2024 startte voor Piganzoli in Spanje, waar hij deelnam aan de Ruta de la Cerámica. Ruim twee weken later startte hij in de Ronde van Antalya. In de derde etappe, met aankomst bergop, wist Piganzoli solo als eerste te finishen. Door zijn overwinning nam hij de leiderstrui over van Matevž Govekar. In de laatste etappe wits hij zijn leiderstrui met succes te verdedigen, waardoor hij Jacob Hindsgaul opvolgde op de erelijst.

## Overwinningen
2022
 Italiaans kampioen tijdrijden, Beloften
2024
3e etappe Ronde van Antalya
Eind- en bergklassement Ronde van Antalya
2025
Jongerenklassement Route d'Occitanie

## Resultaten in voornaamste wedstrijden
| Jaar | Ronde van Italië | Ronde van Frankrijk | Ronde van Spanje |
| ---- | ---------------- | ------------------- | ---------------- |
| 2023 |                  |                     |                  |
| 2024 | 13e              |                     |                  |
| 2024 | 14e              |                     |                  |

| Jaar | Ronde van Lombardije |
| ---- | -------------------- |
| 2023 | 28e                  |
| 2024 | 28e                  |
| 2025 |                      |

## Ploegen
- 2021 –  EOLO-Kometa (stagiair vanaf 1 augustus)
- 2023 –  EOLO-Kometa
- 2024 –  Team Polti Kometa
- 2025 –  Team Polti VisitMalta

Albanese · Archibald · Bais · Belletti · Christian · Dina · Fancellu · Fetter · Fortunato · Frapporti · García · Gavazzi · Grávalos · Pacioni · Ravasi · Rivi · Ropero · Sevilla · Viegas · Wackermann · Hernaiz (stagiair) · Martin (stagiair) · Piganzoli (stagiair)
Albanese · D. Bais · M. Bais · Bevilacqua · Fancellu · Fetter · Fortunato · Garosio · Gavazzi · Lonardi · Maestri · Á. Martín · D. Martín · Pietrobon · Piganzoli · Raccani (tot 9/8) · Rivi · Serrano · Sevilla · Tercero · De Cassan (stagiair) · Muñoz (stagiair)
D. Bais · M. Bais · De Cassan · Double · Fabbro · Fetter · Garosio · Gómez · Lonardi · Maestri · Á. Martín · D. Martín · Muñoz · Peñalver · Pietrobon · Piganzoli · Restrepo · Serrano · Sevilla · Tercero · Bagnara (stagiair) · Buttigieg (stagiair)  · Raccagni (stagiair)